# Hoëdic
Hoëdic (chính thức Hœdic) trong tiếng Breton: Edig là một hòn đảo ngoài khơi bờ biển nam của Bretagne, tây bắc Pháp. Xã này có diện tích 2,08 km², dân số năm 1999 là 117 người. Khu vực này có độ cao trung bình 14 mét trên mực nước biển. Hòn đảo kề nó lớn hơn, Houat.
Về mặt hành chính, Hoëdic là một xã thuộc tỉnh Morbihan.
Cư dân của Hoëdic danh xưng trong tiếng Pháp là Hoëdicais.